# Фельдмейер, Хенк
Йоханнес Хендрик Фельдмейер (нидерл. Johannes Hendrik Feldmeijer; 30 ноября 1910, Ассен — 22 февраля 1945, Ралте) — голландский политик, член Национал-социалистического движения, гауптштурмфюрер СС.

## Ранние годы
Родился 30 ноября 1910 года в Ассене как Йоханнес Хендрик Вельдмейер. В 1915 году его семья поменяла фамилию на Фельдмейер. Он использовал только своё второе имя, которое сокращал: Хенк Фельдмейер. Окончил среднюю школу в 1928 году, имел хорошие оценки, начал подробно изучать физику и математику. Прервал своё обучение в 1931 году в связи с несением военной службы. Вступил в Национал-социалистическое движение (НСБ) в 1932 году. Хенк Фельдмейер стал 479-м членом НСБ, имел прямой доступ к общению с Мюссертом (такой доступ предоставлялся первой тысяче членов). Фельдмейер провёл выступление в Гронингене, где заявил о необходимости сильного лидера, о слабости демократии. Мюссерт оценил речь Фельдмейера и назначил Хенка на оплачиваемую должность в отделе пропаганды. Фельдмейер совершал неоднократные поездки в нацистскую Германию, встречался с эсэсовцами. Также Хенк побывал в скандинавских странах и Италии. В 1935 году Фельдмейер завалил экзамены и полностью сосредоточился на деятельности в рядах НСБ. В том же году он был уволен офицером запаса из-за членства в НСБ.

## Идеологическое развитие
В НСБ Фельдмейер принадлежал к «народной» группе, лидером которой был ван Тоннинген. В этой группе пытались культивировать Голландию как часть Германии, был силён антисемитизм и расизм. Фельдмейер также тайно контактировал с эсэсовцами (руководство НСБ об этом не знало). «Народная» группа была наиболее радикальной.
В 1937 году Фельдмейер становится влиятельным членом организации Der Vaderen Erfdeel (Наследие предков), которая была переименована в 1940 году в Volksche Werkgemeenschap (Народный трудовой коллектив). Организация пропагандировала то, что голландская культура является частью германской. Фельдмейера сильно привлекала идеология СС, но он был вынужден держать это в секрете, так как НСБ не ценило подобных мыслей.
Осенью 1937 года Фельдмейер покинул штаб-квартиру НСБ в Утрехте после конфликта с Мюссертом. Хенк стал главой регионального отделения НСБ в Салланде. В 1939 году ван Тоннинген назначает Фельдмейера командиром гвардии Мюссерта. Гвардия Мюссерта состояла из ста мужчин, она была сформирована по типу СС. В том же году Хенк совершает несколько поездок в Берлин. 3 мая 1940 года голландское правительство заключает Фельдмейера в форте Ольтгенсплат. Там он сидел в одной камере с ван Тоннингеном. Позже был переведён во Францию через Бельгию, а 30 мая 1940 года в городе Кале его освободили немцы. 2 июня Фельдмейер и ван Тоннинген вернулись в Гаагу. В ту же ночь Хенк вместе с ван Тоннингеном был приглашён на встречу с Гиммлером и Зейсс-Инквартом, где обсуждалось создание Нидерландских СС. Спустя несколько дней Фельдмейер познакомился с Раутером, который был впечатлён харизмой и энергией молодого голландца.

## Служба в СС
В 1940 году перед Фельдмейером была поставлена задача создания и командования Нидерландскими СС. Мюссерт выступал против, но под давлением Германии согласился. 1 ноября 1942 года численность нидерландских эсэсовцев достигла 4000. Это число является максимальным. Нидерландские СС были, с одной стороны, частью НСБ, а с другой частью немецких СС. Формально командовал голландскими эсэсовцами Мюссерт, но в действительности руководство осуществлял Фельдмейер и представитель Гиммлера в Нидерландах Ганс Альбин Раутер. Фельдмейер вёл пропаганду вступления в СС и воевал на фронте: в апреле — мае 1941 года в качестве наводчика в 1-й дивизии СС в Югославии и Греции, в июне 1942 — марте 1943 года командовал зениткой в 5-й дивизии СС на Восточном фронте (Юг России). В марте 1943 года получил звание штандартенфюрера Allgemeine-SS, а в марте 1944 года стал гауптштурмфюрером Ваффен-СС. Был награждён Железным крестом 2-го класса, нагрудным знаком «За ранение» в чёрном и значком (Sturmabzeichen).

## Конфликт с НСБ
Фельдмейер много конфликтовал с другими членами НСБ из-за сильной симпатии к СС. Хенк хотел полной интеграции Нидерландов в Третий рейх. С другой стороны Мюссерт хотел создать германскую Лигу Наций под главенством Германии. Лига Наций должна была стать одной из ведущих членов Европейского союза государств. Немецкие оккупационные власти видели в Фельдмейере готовый инструмент, который сможет сохранить амбиции Мюссерта. Конфликт между СС и НСБ достиг своего пика в мае 1943 года, Фельдмейер и Мюссерт провели совместное выступление, чтобы показать своё хорошее отношение к СС, но на практике все связи между НСБ и немецкими СС были разорваны.

## Военные преступления и смерть
Фельдмейер провёл ряд репрессивных мер в отношении членов НСБ, которые были настроены против немецкого влияния в Нидерландах. Являлся членом зондеркоманды с сентября 1943 по сентябрь 1944 года, участвовал в операции «Зильбертанн». В феврале 1945 года командовал батальоном в бригаде «Ландсторм Недерланд».
Во время поездки на свою позицию на фронте автомобиль Хенка был обстрелян истребителем союзников, и Фельдмейер был убит. Он был похоронен в Харене через несколько дней. Гиммлер послал телеграмму Раутеру после известия о смерти Фельдмейера:
Мне очень грустно по поводу смерти Фельдмейера. Прошу передать мои соболезнования его жене. Фельдмейер был будущим Голландии в моих глазах. Не стоит предлагать свои соболезнования господину Мюссерту, так как он никогда не знал, каким человеком был Фельдмейер.